# 野球ノ統制並施行ニ関スル件
野球ノ統制並施行ニ関スル件（やきゅうのとうせいならびにせこうにかんするけん、昭和7年3月28日文部省訓令第4号）は、学生野球の統制と健全化を目的として1932年（昭和7年）に文部省から発令された訓令。1947年（昭和22年）廃止。野球統制令（やきゅうとうせいれい）と略称される。

## 発令時の学生野球の状況
訓令が発令されることとなった要因は、大正期から昭和期にかけての野球人気の高まりの一方で、小学校から大学にいたるまでの学生野球に統一的なルールがなかったため、学生野球の商業化、興行化、選手のマネキン化などの問題が指摘されていたためである。
小学校レベルでは、大正期の軟式ボールの開発によって、軟式野球が全国的に普及した。そのため、軟式野球大会が全国的に開催されることとなったが、これらの大会の主催者の多くが、軟式ボールを製造・販売するゴム会社であった。自社製品の宣伝と販売を目的として、小学校の野球大会が開催されるようになっていた。ゴム会社は大会開催のために、出場チームの遠征費を負担することが一般的になっていた。
中学校レベルでは、朝日新聞社主催の全国中等学校優勝野球大会（1915年（大正4年）開始、後の全国高等学校野球選手権大会）、毎日新聞社主催の選抜中等学校野球大会（1924年（大正13年）開始、後の選抜高等学校野球大会）を筆頭に、新聞社や電鉄会社などの営利企業が主催する野球大会が全国各地で開催された。さらに、都道府県や市町村の体育協会や、中学・高校・大学野球部が主催者となったリーグ戦も行われ、一年間に30試合以上も県外のチームと対戦する学校もあらわれた。
大学レベルでは、東京大学野球連盟（東京六大学野球連盟のルーツ）が一年間に40万円（当時の小学校教員の初任給は45〜55円）を超える入場料収入を得ていたが、その会計の処理は不明瞭であった。さらに、私立大学による中学選手の引き抜き、選手の学業低迷や女優との交際の報道なども問題とされた。
大正期に学校を中心として野球の普及と人気の拡大があり、その結果、大会の乱立や様々なかたちでの金銭の授受が行われるようになった。このような状況は、学生野球の「興行化」「商業化」「選手のマネキン化」などとして、当時から批判的にとらえられていた。しかし、当時の学生野球にはそれらの問題の発生や拡大を抑制・防止するための全国的な統一団体や統一規則は存在していなかったのである。

## 制定過程
1931年（昭和6年）6月、文部大臣の諮問機関である体育運動審議会は、田中隆三文部大臣からの諮問事項「体育運動競技の健全なる施行方法に関する件」の答申を発表した。そして、答申の具体化の第一歩として学生野球の健全な施行の方法が小委員会で審議され、同年10月、各学校レベルでの統制の草案が決定された。これを受けて、1932年（昭和7年）2月、学生野球関係者や文部官僚、教育関係者から17人が野球統制臨時委員に任命された。
野球統制臨時委員は1932年2月24日に小学校、2月27日に中学校、3月2日に大学・高等専門学校の試合規定を作成した。これらの規定が3月28日に文部省訓令第4号として発令された。

### 野球統制臨時委員
野球統制臨時委員に任命された人物は以下の通り。五十音順、肩書は訓令発令当時。
- 安部磯雄（東京大学野球連盟会長、元早稲田大学野球部部長、衆議院議員、社会民衆党委員長）※
- 芦田公平（東京帝国大学硬式野球部監督）
- 東龍太郎（東京帝国大学医学部助教授、スポーツ医学者）
- 安藤狂四郎（東京府学務部長、内務官僚）
- 大村一蔵（元新潟県立長岡中学校野球部監督、東京帝国大学相撲部師範、日本石油社員、地質学者）
- 小笠原道生（文部省体育課員）
- 桜井弥一郎（慶應義塾大学野球部OB）※
- 飛田穂洲（早稲田大学野球部OB・元監督、朝日新聞社嘱託、野球評論家）※
- 中野武二（第一高等学校野球部OB、東京帝国大学硬式野球部OB）※
- 長與又郎（東京帝国大学硬式野球部部長、東京帝国大学医学部長、病理学者）
- 西村房太郎（東京府立第一中学校校長）
- 橋戸信（早稲田大学野球部OB、東京日日新聞運動記者）※
- 平沼亮三（慶應義塾大学野球部OB、大日本体育協会理事、全日本陸上競技連盟会長、全日本体操連盟会長）※
- 前田捨松（東京市立誠之小学校校長、臨時国語調査会委員）
- 槇智雄（慶應義塾大学体育会理事長、慶應義塾大学法学部教授、政治学者）
- 宮原清（慶應義塾大学野球部OB）※
- 森巻吉（第一高等学校校長）

※を付した者は、後に野球殿堂入りした人物である。

## 内容
訓令は、「前文」、「小学校ノ野球ニ関スル事項｣、「中等学校ノ野球ニ関スル事項」、「大学及高等学校ノ野球ニ関スル事項」、「入場料ニ関スル事項」、「試合褒章等ニ関スル特殊事項」、「応援ニ関スル事項」、「附則」からなる。各章の主な内容は以下の通りである。
小学校ノ野球ニ関スル事項
- 学校長の承認のない大会への参加の禁止
- 宿泊を伴う大会への参加の禁止
- 大会の主催者を府県体育団体と市町村体育団体に限定（営利企業の主催の禁止）
- 試合日を土曜の午後と休日に限定
- 入場料と参加料の徴収、寄贈品・寄付金の収受の禁止
- 応援団の組織の禁止

など
中等学校ノ野球ニ関スル事項
- 全国大会を全国中等学校優勝野球大会と選抜中等学校野球大会、明治神宮体育大会に限定
- 地方的大会（隣接セル数府県ニ亙ル試合）と府県大会は、府県体育団体の主催のもと、それぞれ年1回の開催
- 県外のチームとの対戦は関係する府県体育団体の公認を得て開催
- 試合日を土曜の午後と休日に限定
- 入場料の徴収は文部省の公認がある場合か、府県体育団体主催の大会に限定
- 入場料の収支・決算の文部省に対する報告義務
- 留年した選手の出場禁止
- クラブチームへの参加の禁止

など
大学及高等学校ノ野球ニ関スル事項
- 野球連盟の名称、事務所所在地、代表者氏名、組織の規定、年度ごとの事業や経理の文部省への報告と承認の義務
- 入場料の徴収と収支報告に対して文部省への報告とその承認の義務
- クラブチームへの参加の禁止

など
入場料ニ関スル事項
- 会場費、試合の経費、体育団体の経費、学校の体育運動競技の経費をまかなう目的以外での入場料の徴収の禁止

など
試合褒章等ニ関スル特殊事項
- 文部省の承認のない外国への遠征と、来日外国チームとの試合の禁止
- 優勝旗、優勝牌以外の褒賞の禁止
- 選手を広告・宣伝に使うことの禁止
- 文部省の承認のないプロ選手との試合の禁止
- コーチ、審判が経費以外の金品を授受することを禁止
- 選手を理由とした学費・生活費の支給禁止

など
応援ニ関スル事項
- 当該学校の関与のない応援の禁止
- 応援の際に学生は制服・制帽を着用

など
附則
- 統制団体についての規定

## プロ野球の設立
訓令により、学生野球の選手とプロ野球選手の試合が禁止されたため、1934年（昭和9年）、ベーブ・ルースやルー・ゲーリッグらが参加した米国メジャーリーグベースボールの選抜チームとの対戦に際して、大日本東京野球クラブ（後の読売ジャイアンツ）が創設された。訓令は、1936年（昭和11年）からの職業野球（プロ野球）開始の法的要因となった。

## 戦時中の学生野球弾圧
訓令によって、中学校の全国大会の開催や大学野球連盟の設置に文部省の承認が必要とされることとなった。すなわち、訓令によって文部省は学生野球の生殺与奪の権限を握ることとなったのである。
1943年（昭和18年）3月、太平洋戦争の戦局の悪化に伴い「戦時下学徒体育訓練実施要綱」が文部省により制定され、中学校のスポーツの全国大会と大学のスポーツのリーグ戦の開催が禁止される。これを受けて同年4月6日、北沢清・文部省体育振興課長代理から内村祐之・東京大学野球連盟理事長代理に対して「連盟解散通知書」が手渡された。4月28日、文部省の通知書に従って、東京大学野球連盟は解散した。
戦局の悪化に伴う文部省の学校体育・スポーツ政策の転換があったことは確かであるが、文部省の学生野球弾圧を法的に可能としたのが本訓令であった。

## 廃止
戦時中の学生野球弾圧を可能としたのが本訓令であったため、1946年（昭和21年）2月から北沢清・文部省体育課長と東京六大学野球の部長・OBらを中心にして、訓令の廃止と学生野球統制団体の設立に向けた話し合いが行われることとなった。1946年8月、学生野球指導委員会が結成され、同年12月には日本学生野球協会が結成され、「学生野球基準要綱」が制定された。
これに伴い本訓令は、翌1947年（昭和22年）5月21日発令の昭和22年文部省訓令第6号によって廃止された。

## 思想善導と本訓令の評価
文部省が本訓令を発した目的は、学生野球の問題に対する取り組みとしてだけではなく、学生の思想対策としてスポーツを利用しようとしたものであるという見解もある。例えば、加賀秀雄は、訓令におけるスポーツの純粋性の強調は、スポーツを通じた国民の思想善導（共産主義思想対策）を意図したものであるとして、訓令を「学生スポーツに対して、国家の権力的な規制による政策的な対応」と評価している。
訓令を思想善導の一環とする加賀のような見解がある一方で、加藤橘夫らのように、訓令を思想善導の一環ではない、と評価する見解もある。